# نابامرکوئنده
نابامرکوئنده (به اسپانیایی: Navamorcuende) یک شهرستان در اسپانیا است که در استان تولدو واقع شده‌است.

## خصوصیات
نابامرکوئنده ۱۷ کیلومترمربع مساحت و ۶۷۶ نفر جمعیت دارد و ۶۷۵ متر بالاتر از سطح دریا واقع شده‌است.